# Isabelle Severino
Isabelle Severino (París, Francia, 9 de abril de 1980) es una gimnasta artística francesa, especialista en la prueba de barras asimétricas con la que ha logrado ser medallista de bronce mundial en 1996.

## 1996
En el Mundial de celebrado en San Juan (Puerto Rico) gana el bronce en el ejercicio de barras asimétricas, tras la rusa Svetlana Khorkina y la bielorrusa Elena Piskun, que ambas empataron en la medalla de oro.
Doble de la actriz Missy Peregrym en la película Pisando Fuerte de 2006.